# 100 từ của thế kỷ 20
100 Wörter des Jahrhunderts (100 từ của thế kỷ) là tựa đặt ra bởi một nhóm truyền thông, gồm có đài truyền hình 3sat, truyền thanh DeutschlandRadio Berlin, báo Süddeutsche Zeitung và nhà xuất bản Suhrkamp Verlag. Trong đó là một danh sách 100 từ, mà được xem là tiêu biểu cho thế kỷ 20 được nói đến tại các đài truyền hình công cộng, cũng như truyền thanh, một tờ báo cho nhiều vùng và trong các sách.

## Tổ chức và ban giám khảo
Những từ này được lựa chọn bởi một ban giám khảo gồm những người nổi tiếng từ các lãnh vực báo chí, văn chương và truyền hình. Chương trình này được hỗ trợ về mặt khoa học bởi hội Gesellschaft für deutsche Sprache.
Thuộc ban giám khảo gồm có:
- Friedrich Dieckmann, nhà khoa học văn chương
- Hans Helmut Hillrichs, Tổng biên tập ban văn hóa của đài ZDF
- Walter Jens, Giáo sư về hùng biện
- Friedrich Küppersbusch, người điều khiển chương trình
- Sigrid Löffler, tổng biên tập ban văn hóa báo Zeit
- Peter von Matt, nhà khoa học văn chương
- Johannes Willms, tổng biên tập ban văn hóa báo Süddeutsche Zeitung

## Danh sách
(Theo thứ tự mẫu tự ABC)
- Aids
- Antibiotikum
- Apartheid
- Atombombe
- Autobahn
- Automatisierung
- Beat
- Beton
- Bikini
- Blockwart
- Bolschewismus
- Camping
- Comics
- Computer
- Demokratisierung
- Demonstration
- Demoskopie
- Deportation
- Design
- Doping
- Dritte Welt
- Drogen
- Eiserner Vorhang
- Emanzipation
- Energiekrise
- Entsorgung
- Faschismus
- Fernsehen
- Film
- Fließband
- Flugzeug
- Freizeit
- Friedensbewegung
- Führer
- Fundamentalismus
- Gen
- Globalisierung
- Holocaust
- Image
- Inflation
- Information
- Jeans
- Jugendstil
- Kalter Krieg
- Kaugummi
- Klimakatastrophe
- Kommunikation
- Konzentrationslager
- Kreditkarte
- Kugelschreiber
- Luftkrieg
- Mafia
- Manipulation
- Massenmedien
- Molotowcocktail
- Mondlandung
- Oktoberrevolution
- Panzer
- Perestroika
- Pille
- Planwirtschaft
- Pop
- Psychoanalyse
- Radar
- Radio
- Reißverschluss
- Relativitätstheorie
- Rock and Roll
- Satellit
- Säuberung
- Schauprozess
- Schreibtischtäter
- Schwarzarbeit
- Schwarzer Freitag
- schwul
- Selbstverwirklichung
- Sex
- Single
- Soziale Marktwirtschaft
- Sport
- Sputnik
- Star
- Stau
- Sterbehilfe
- Stress
- Terrorismus
- U-Boot
- Umweltschutz
- Urknall
- Verdrängung
- Vitamin
- Völkerbund
- Völkermord
- Volkswagen
- Währungsreform
- Weltkrieg
- Wende
- Werbung
- Wiedervereinigung
- Wolkenkratzer